# Мелодия (Глюк—Сгамбати)
«Мелодия» (фр. Mélodie de Gluck) — фортепианная пьеса итальянского композитора Джованни Сгамбати (1881), представляющая собой переложение «Танца блаженных духов» (фр. Danse des Esprits bienheureux), вставного балетного номера, написанного Кристофом Виллибальдом Глюком для парижской редакции (1774) его оперы «Орфей и Эвридика». С 1936 г. издаётся обычно в редакции Гарольда Бауэра (существует и редакция Анны Есиповой). Продолжительность звучания 3-4 минуты.
В оригинале Глюка пьеса оркестрована для солирующей флейты и струнных, что, по мнению Гектора Берлиоза, представляло собой оптимальное решение:
Если бы, например, понадобилось придать печальномy напевy характер безутешной скорби и вместе с тем смирения и покорности судьбе, слабые звуки среднего регистра флейты — особенно в тональностях до минop и ре минop — несомненно создали бы нужный оттенок. Лишь единственный мастер, мнe кажется, сумел с большим успехом воспользоваться этим неярким колоритом — Глюк. Когда слышишь ре-минорную арию-пантомимy в сцене Елисейских полей в «Opфее», сpазу становится ясно, что мелодию и должна была исполнять только флейта.
Тем не менее, фортепианная версия Сгамбати получила высокую оценку специалистов. Морис Хинсон полагал, что её отличает «редкое совершенство стиля», в более раннем обзоре также отмечается «мастерство и такт» Сгамбати в сохранении «классической чистоты и простоты» мелодии Глюка. Осип Габрилович, по словам его ученицы Сесиль де Хорват, уподоблял пьесу Глюка-Сгамбати «лесу, где не дуют ветра и поёт лишь одна птица».
Вероятно, наиболее ранняя запись «Мелодии» была сделана в 1902 году в Лодзи юным Мечиславом Хоршовским, за ней последовал ролик Фанни Блумфилд-Цейслер для Welte-Mignon (1908). Особой популярностью среди исполнителей «Мелодия» пользовалась в 1920-е гг.: в 1923 г. её записал Миша Левицкий (выбрав особо медленный темп; П. Ратталино оценивает эту запись как шедевр), в 1925 г. — Сергей Рахманинов (М. Стейнберг называет это исполнение завораживающим). В дальнейшем известностью пользовались записи Эгона Петри, Гиомар Новаес, Эрла Уайлда, Жана Ива Тибоде, Евгения Кисина и др.
Эта же мелодия Глюка известна в нескольких менее популярных фортепианных транскрипциях — Александра Зилоти, Игнаца Фридмана и Абрама Чейзинса, — а также в версиях для разных других инструментальных составов (в частности, аранжировка для скрипки и фортепиано Фрица Крейслера, для виолончели и фортепиано Орфео Мандоцци, для арфы Ксавье де Местра).